# ديشورن براون
ديشورن براون (بالإنجليزية: Deshorn Brown)‏ هو لاعب كرة قدم جامايكي ، مواليد 22 ديسمبر 1990م في جامايكا ، يلعب في نادي فالرينجا النرويجي، ومثل منتخب جامايكا لكرة القدم في بطولة كوبا أمريكا 2015 التي أقيمت في تشيلي .

## روابط خارجية
- ديشورن براون على موقع اتحاد النرويج (النرويجية)
- ديشورن براون على موقع الدوري الأمريكي (الإنجليزية)
- ديشورن براون على موقع قاعدة بيانات كرة القدم.إي يو (الإنجليزية)
- ديشورن براون على موقع ناشيونال فوتبول تيمز (الإنجليزية)
- ديشورن براون على موقع Soccerbase.com (لاعب) (الإنجليزية)
- ديشورن براون على موقع Soccerway.com (الإنجليزية)
- ديشورن براون على موقع عالم كرة القدم.نت (الإنجليزية)
- ديشورن براون على موقع كووورة
- ديشورن براون على موقع AS.com (الإسبانية)